# Asturina con la estrella roja

Asturina con la estrella roja.

La asturina con la estrella roja, también llamada asturina a secas, es una versión de la bandera de Asturias con una estrella roja de cinco puntas en la parte superior al asta y la cruz centrada, sin las letras alfa y omega. Es utilizada por grupos independentistas y comunistas en Asturias. 
Su origen está en la denominación empleada por el colectivo cultural Conceyu Bable para referirse a la bandera asturiana a mediados de los años 1970.

## Organizaciones que usan laasturina
Históricamente, el primer partido en emplearla fue el Ensame Nacionalista Astur (ENA), pero después cogerían el relevo partidos como Andecha Astur, junto a sus antiguas juventudes Darréu, la federación de partidos Unidá y las juventudes MIAS y EMIR (ahora ambas parte de UNA Mocedá). También la utiliza, como parte de su logo, el proyecto municipalista e independentista Conceyu Abiertu.
- Datos: Q3333180